# Iker Lecuona
Iker Lecuona Gascón (Valência, 6 de janeiro de 2000) é um motociclista espanhol que compete na WorldSBK Championship  pela equipa Honda Team HRC.

## Carreira
Iker Lecuona fez sua estreia na Moto2 em 2016 pela CarXpert Interwetten, substituindo Dominique Aegerter, que estava lesionado. Não pontuou em nenhuma das 6 provas em que foi inscrito.
Na temporada 2017, representando a Garage Plus Interwetten (novamente pilotando uma Kalex), marcou seus primeiros pontos na Moto3 ao chegar em 14º lugar em Sepang. Para o campeonato de 2018, assina com a equipe Swiss Innovative Investors, onde pilota uma KTM.
Em 2019 sobe à classe rainha, MotoGP, passando a ser colega de equipa do português Miguel Oliveira na Red Bull KTM Tech 3. 
Atualmente, participa na WorldSBK Championship, pela equipa Honda Team HRC 